# アデレード (フリゲート)
|          |                                                                                              |
| 艦歴     |                                                                                              |
| 発注     |                                                                                              |
| 起工     | 1977年7月29日                                                                                |
| 進水     | 1978年6月21日                                                                                |
| 就役     | 1980年11月15日                                                                               |
| 退役     | 2008年1月19日                                                                                |
| 性能諸元 |                                                                                              |
| 排水量   | 4,100トン                                                                                    |
| 全長     | 138メートル                                                                                  |
| 全幅     | 14メートル                                                                                   |
| 吃水     | 7.5メートル                                                                                  |
| 機関     | ゼネラル・エレクトリック LM2500 ガスタービンエンジン ×2 41,000 hp                            |
| 速力     | 29ノット                                                                                     |
| 航続距離 | 4,500海里（20ノット）                                                                        |
| 兵装     | Mk 13発射機（ハープーン、SM-1） ファランクスCIWS×1 Mk 32 3連装単魚雷発射管×2 OTOメララ76mm砲 |
| 乗員     | 184名 +航空要員                                                                              |
| 搭載機   | S-70B シーホーク                                                                             |
| モットー | United For The Common Good                                                                   |

アデレード (HMAS Adelaide, FFG 01) はオーストラリア海軍のアデレード級フリゲートの1番艦。アデレード級はオリバー・ハザード・ペリー級ミサイルフリゲートのオーストラリア海軍型の名称である。艦名はアデレードに由来する。

## 艦歴
アデレードはワシントン州シアトルのトッド・パシフィック造船所で1977年7月29日に起工され、1978年6月21日に進水、1980年11月15日に就役した。
1990年、イラクのクウェート侵攻に伴い編成された多国籍軍に加わり、同型艦のダーウィンとともに中東に派遣され、湾岸戦争に参加した。2001年、対テロ作戦であるオペレーション・スリッパーに、2004年、イラク戦争支援としてオペレーション・カタリストに参加した。2001年10月、クリスマス島近海において難民船、いわゆるSIEV4 (Suspected Illegal Entry Vessel) への対応にあたった。
2008年1月19日に退役した後、ニューサウスウェールズ州政府が取得し、2011年4月に海没処分となりレックダイビングスポットとなった。